# Delia (Mondkrater)
Delia ist ein kleiner Einschlagkrater auf der Mondvorderseite.
Er ist Teil der Kraterkette Catena Davy, die in nordöstlicher Richtung durch das Innere des Kraters Davy Y verläuft, der im Osten des Mare Cognitum liegt.
Die namentliche Bezeichnung geht auf eine ursprünglich inoffizielle Bezeichnung auf Blatt 77D1/S1 der Topophotomap-Kartenserie der NASA zurück, die von der IAU 1976 übernommen wurde.